# L'Apogée
L'Apogée is een album van Sexion d'Assaut uitgekomen in 2012.

## Nummers
De eerste versie verscheen op cd met een totale speeltijd van 76:35
1. Mets pas celle là (Maître Gims - JR O Crom - Black M - Adams Diallo - Lefa - Maska - Doomams) 3:57
2. Ma direction (Maître Gims - Lefa - Maska - Adams Diallo) 4:23
3. Disque d'or (Maître Gims - Adams Diallo - JR O Crom - Lefa - Black M) 4:40
4. L'endurance (Adams Diallo - Lefa) 4:52
5. Melrose Place (Maître Gims- Black M - Lefa - Adams Diallo - L.I.O. Pétrodollars) 3:58
6. Balader (Maître Gims - Adams Diallo - Lefa - JR O Crom - Black M) 4:06
7. Africain (Adams Diallo - Maître Gims - Lefa - Black M - Doomams) 4:06
8. Assez (feat. Dry) (Maître Gims - Lefa - Maska - Doomams - Dry) 3:07
9. La tâche (Maska - Black M) 4:46
10. J'suis pas dans le game (feat. Dr. Beriz) (Maître Gims - Lefa - Black M - Doomams - Dr. Beriz) 4:21
11. Avant qu'elle parte (Maître Gims - Doomams - Maska - Black M - Adams Diallo - Lefa - JR O Crom) 4:34
12. Rien de méchant (feat. H Magnum) (Maître Gims - Adams Diallo - JR O Crom - Black M - H Magnum) 4:31
13. À cœur ouvert (JR O Crom - Doomams - Maître Gims) 4:44
14. Paname allons danser (Maître Gims - Black M - Lefa - Adams Diallo) 6:06
15. Wati House (Maître Gims - Lefa - Black M - Adams Diallo - JR O Crom) 4:16
16. - 75 degrés (Maître Gims - Maska - Doomams) 6:13
17. J'reste debout (Maître Gims - Black M - Lefa - Adams Diallo - Doomams) 3:55

Een Deluxe versie enkel beschikbaar als download bevatte vijf bijkomende nummers:
1. Prévenez les haineux (Lefa - Maître Gims - JR O Crom - Black M - Adams Diallo - L.I.O. Pétrodollars) 5:12
2. Problèmes d'adultes (Lefa - Maître Gims - Black M - Maska - Adams Diallo) 4:00
3. En direct de la Lune (Adams Diallo - JR O Crom - Maître Gims - Lefa - Black M) 4:45
4. Laissez-moi ivre (Black M - Doomams - JR O Crom) 3:35
5. Mets pas celle-là (Instrumental) 3:58

Op 19 november 2012 werd een heruitgave uitgebracht met alle oorspronkelijke nummers op een eerste cd, en vier nummers van de luxe editie en twee bijkomende nummers op een tweede cd.
1. Cérémonie (feat. Dry) (Black M - JR O Crom - Doomams - Maska - Dry) 3:53
2. On t'a dit (feat. l'Institut) (JR O Crom - Black M - Doomams - L.I.O. Pétrodollars - l'Institut) 4:20